# Luperodes sulfuripennis
Luperodes sulfuripennis là một loài bọ cánh cứng trong họ Chrysomelidae. Loài này được Jacoby miêu tả khoa học năm 1899.